# アンソニー・マルドナード (野球)
- アンソニー・マルドナド

アンソニー・オマー・マルドナード（Anthony Omar Maldonado, 1998年2月6日 - ）は、アメリカ合衆国フロリダ州パームビーチ郡ウェリントン出身のプロ野球選手（投手）。右投右打。MLBのアスレチックス所属。

## 経歴

### プロ入りとマーリンズ時代
2019年のMLBドラフト11巡目（全体321位）でマイアミ・マーリンズから指名され、プロ入り。契約後、傘下のルーキー級ガルフ・コーストリーグ・マーリンズでプロデビュー。10試合に登板して2勝1敗2セーブ、防御率1.59、12奪三振を記録した。
2020年はCOVID-19の影響でマイナーリーグの試合が開催されなかったため、公式戦の登板は無かった。
2021年はルーキー級フロリダ・コンプレックスリーグ・マーリンズ、A級ジュピター・ハンマーヘッズ、A級ベロイト・スナッパーズ、AA級ペンサコーラ・ブルーワフーズでプレーし、4チーム合計で21試合（先発2試合）に登板して1勝6敗3セーブ、防御率4.30、34奪三振を記録した。
2022年はAA級ペンサコーラとAAA級ジャクソンビル・ジャンボシュリンプでプレーし、2チーム合計で42試合に登板して4勝3敗4セーブ、防御率3.03、86奪三振を記録した。
2023年はシーズン前、第5回WBCのプエルトリコ代表に選出された。シーズンではAA級ペンサコーラとAAA級ジャクソンビル・ジャンボシュリンプでプレーし、2チーム合計で37試合に登板して7勝3敗9セーブ、防御率1.62、78奪三振を記録した。この活躍からインターナショナルリーグ（AAA級）のオールスター・チームの救援投手部門に選出されている。オフの11月14日にルール・ファイブ・ドラフトでの流出を防ぐために40人枠入りした。
2024年は開幕をAAA級ジャクソンビルで迎えた。4月26日にメジャー初昇格を果たし、同日のワシントン・ナショナルズ戦にて先発でメジャーデビュー。

### アスレチックス時代
2024年オフの11月4日にウェイバーを経てジャスティン・スターナーとともにアスレチックスへ移籍した。2025年5月16日にメジャー契約を結び昇格し、同日のサンフランシスコ・ジャイアンツ戦に登板して1回2失点だった。

## 投球スタイル
80mph台中盤のスライダーを武器としている。

## 詳細情報

### 年度別投手成績
| 年 度    | 球 団    | 登 板 | 先 発 | 完 投 | 完 封 | 無 四 球 | 勝 利 | 敗 戦 | セ 丨 ブ | ホ 丨 ル ド | 勝 率 | 打 者 | 投 球 回 | 被 安 打 | 被 本 塁 打 | 与 四 球 | 敬 遠 | 与 死 球 | 奪 三 振 | 暴 投 | ボ 丨 ク | 失 点 | 自 責 点 | 防 御 率 | W H I P |
| -------- | -------- | ----- | ----- | ----- | ----- | -------- | ----- | ----- | -------- | ----------- | ----- | ----- | -------- | -------- | ----------- | -------- | ----- | -------- | -------- | ----- | -------- | ----- | -------- | -------- | ------- |
| 2024     | MIA      | 16    | 1     | 0     | 0     | 0        | 1     | 1     | 1        | 0           | .500  | 82    | 19.0     | 21       | 1           | 7        | 3     | 0        | 11       | 1     | 0        | 12    | 12       | 5.68     | 1.47    |
| MLB：1年 | MLB：1年 | 16    | 1     | 0     | 0     | 0        | 1     | 1     | 1        | 0           | .500  | 82    | 19.0     | 21       | 1           | 7        | 3     | 0        | 11       | 1     | 0        | 12    | 12       | 5.68     | 1.47    |

- 2024年度シーズン終了時

### WBCでの投手成績
| 年 度 | 代 表        | 登 板 | 先 発 | 勝 利 | 敗 戦 | セ ｜ ブ | 打 者 | 投 球 回 | 被 安 打 | 被 本 塁 打 | 与 四 球 | 敬 遠 | 与 死 球 | 奪 三 振 | 暴 投 | ボ ｜ ク | 失 点 | 自 責 点 | 防 御 率 |
| ----- | ------------ | ----- | ----- | ----- | ----- | -------- | ----- | -------- | -------- | ----------- | -------- | ----- | -------- | -------- | ----- | -------- | ----- | -------- | -------- |
| 2023  | プエルトリコ | 1     | 0     | 0     | 0     | 0        | 3     | 1.0      | 0        | 0           | 0        | 0     | 0        | 2        | 0     | 0        | 0     | 0        | 0.00     |

### 年度別守備成績
| 年 度 | 球 団 | 投手（P） | 投手（P） | 投手（P） | 投手（P） | 投手（P） | 投手（P） |
| 年 度 | 球 団 | 試 合     | 刺 殺     | 補 殺     | 失 策     | 併 殺     | 守 備 率  |
| ----- | ----- | --------- | --------- | --------- | --------- | --------- | --------- |
| 2024  | MIA   | 16        | 2         | 3         | 1         | 1         | .833      |
| MLB   | MLB   | 16        | 2         | 3         | 1         | 1         | .833      |

- 2024年度シーズン終了時

### 表彰
MiLB
- インターナショナルリーグ オールスター・チーム選出（救援投手部門）：1回（2023年）

### 背番号
- 52（2024年）
- 56（2025年 - ）

### 代表歴
- 2023 ワールド・ベースボール・クラシック プエルトリコ代表